# Mariana Anghel
Mariana Anghel (n. 16 mai 1966, Călanul Mic, județul Hunedoara) este interpretă de muzică populară, tradițională, culegătoare de folclor din zona județului Hunedoara.

## Viață artistică
Mariana Anghel debutează în anul 1982, la vârsta de 16 ani, într-una din primele ediții ale emisiunii „Tezaur Folcloric” realizată de Mărioara Murărescu, tot în acest an obține Trofeul Festivalului „Cântec Nou în Mehedinți”, la Drobeta Turnu Severin. În anul 1983 câștigă prima etapa a concursului „Floarea din grădină” realizat de Televiziunea Română, iar în anul 1987 obține Trofeul „FLOAREA DIN GRĂDINĂ”, și locul I la „COLUMNELE INDEPENDENȚEI” realizat de Televiziunea Română și prezentat de Ioan Simion Pop. În anul 1984 obține Locul I pe țară la Festivalul Național Cântarea României. În anul 1996 primește premiul Fundației „Ethnos” pentru culegerea și valorificarea folclorului de pe Valea Streiului.
Mesagera folclorului din zona centrala a județului Hunedoara, mai precis Țara Hațegului și Ținutul Orăștiei, promovează folclorul atât în țară cât și în străinătate, câștigând notorietate alături de cunoscute ansambluri și orchestre populare în Italia, Franța, Germania, Rusia, Ucraina, Iugoslavia, Grecia, Turcia, Spania, Republica Moldova, Austria, Ungaria, SUA, Canada, Vietnam. În cariera sa artistică de peste 40 de ani, Mariana Anghel realizează numeroase înregistrări radio și apariții în televiziune, și colaborează cu cele mai prestigioase Ansambluri din România, și nu numai. 